# الانتخابات العامة في البوسنة والهرسك 1998
الانتخابات العامة في البوسنة والهرسك 1998 أجريت الانتخابات العامة في البوسنة والهرسك يومي 12 و13 سبتمبر عام 1998، تم تقسيم انتخابات مجلس النواب إلى قسمين: الأول يخص اتحاد البوسنة والهرسك، والآخر يخص جمهورية صرب البوسنة، في الانتخابات الرئاسية نصَّ الدستور على أن كل عرق من الأعراق الوطنية الثلاث تنتخب رئيس يمثلها في مجلس الرئاسة البوسني، نتج عن الانتخابات إعادة انتخاب علي عزت بيغوفيتش من قبل البوشناق، فيما انتَخب الكروات انتي ييلافيتش، وانتخب الصرب زيفكو راديسيتش، كان إقبال الناخبين 68.0٪ في الانتخابات البرلمانية و67.8٪ في الانتخابات الرئاسية.

## النتائج
انتخاب مجلس الرئاسة البوسني المُكون من ثلاثة أشخاص:
- علي عزت بيغوفيتش عن البوشناق، حصل على 30.4% من أصوات البوشناق.
- انتي ييلافيتش عن الكروات، حصل على 11.3% من أصوات الكروات.
- زيفكو راديسيتش عن الصرب، حصل على 21.4% من أصوات الصرب.